# Gryllacris marginata
Gryllacris marginata är en insektsart som beskrevs av Walker, F. 1869. Gryllacris marginata ingår i släktet Gryllacris och familjen Gryllacrididae.

## Underarter
Arten delas in i följande underarter:
- G. m. marginata
- G. m. carlii